# Joachim Fiedler
Joachim Fiedler (geboren am 25. Juli 1929 in Leipzig; gestorben am 28. April 2023 in Wuppertal) war ein deutscher Bauingenieur und Verkehrswissenschaftler. Von 1973 bis 1993 war er Professor und Inhaber des Lehrstuhls für Öffentliche Verkehrs- und Transportsysteme an der Bergischen Universität Wuppertal.

## Leben
Fiedler verließ 1950 seine Heimatstadt Leipzig und begann an der RWTH Aachen ein Bauingenieursstudium. Nach dem Abschluss des Studiums wechselte er als Assistent zu Johannes Schlums an den Lehrstuhl für Verkehrswirtschaft, Straßenwesen und Städtebau der TH Hannover, wo er auch promovierte. 1961 wechselte Fiedler in die Praxis und wurde zunächst Leiter der Entwicklungsabteilung bei der Hamburger Hochbahn (HHA), später Leiter des gesamten U-Bahn-Betriebs der HHA. Vier Jahre später kehrte Fiedler in den Bereich der Wissenschaft zurück und wurde Dozent für Bahnwesen und öffentliche Verkehrssysteme an der Staatlichen Ingenieurschule für das Bauwesen (SIS) in Wuppertal, einer der Vorläuferinstitutionen der heutigen Bergischen Universität Wuppertal (BUW). Ein Jahr später übernahm er zudem einen Lehrauftrag für öffentlichen Personennahverkehr an der TH Karlsruhe, dem heutigen Karlsruher Institut für Technologie (KIT).
1973 übernahm Fiedler an der im Vorjahr gegründeten Gesamthochschule Wuppertal als Universitätsprofessor das Lehr- und Forschungsgebiet „Öffentliche Verkehrs- und Transportsysteme“ (ÖVTS). Zuvor hatte er einen Ruf an die ETH Zürich abgelehnt. Bis zu seiner Emeritierung 1993 blieb Fiedler in Wuppertal und baute den Lehrstuhl ÖVTS zu einer der führenden deutschen Ausbildungs- und Forschungsstätten im Bereich des öffentlichen Verkehrs aus. 1974 ernannte ihn die TH Karlsruhe, an der er weiterhin einen Lehrauftrag hatte, zum Honorarprofessor.
Auch im Ruhestand blieb Fiedler bis ins hohe Alter aktiv und engagierte sich, wie bereits zuvor, ehrenamtlich in Gremien der Forschungsgesellschaft für Straßen- und Verkehrswesen (FGSV) und weiterer Verbände und Organisationen wie auch in konkreten und tagesaktuellen verkehrsplanerischen und verkehrspolitischen Fragestellungen. Publizistisch blieb er ebenfalls tätig. Fiedler verstarb im Alter von 93 Jahren im April 2023 in Wuppertal.

## Wissenschaftliche Schwerpunkte
Ein wesentlicher Schwerpunkt von Fiedlers Arbeit war die Entwicklung neuer und zielgruppenspezifischer Mobilitätsangebote für die Praxis des öffentlichen Verkehrs. Zu den Ergebnissen seiner Arbeit gehört unter anderem das Konzept der Differenzierten Bedienung, in dem verschiedene ÖPNV-Angebote – von Bürgerbussen, Anruf-Sammeltaxis (AST) und anderen flexiblen Bedienformen bis zum Schnellbus und den Angeboten des Schienenpersonennahverkehrs (SPNV) – orientiert an den unterschiedlichen Mobilitätsbedürfnissen der Fahrgäste zusammengeführt und als einheitliches Angebot vermittelt werden. Darin flossen die Erfahrungen ein, die Fiedler bei der Entwicklung erster bedarfsgesteuerter Angebote seit Ende der 1970er Jahre gemacht hatte. Zielgruppenorientierte Angebote wie etwa Diskobusse zählten ebenfalls zu seinen Entwicklungen. Weitere Themen von Fiedlers Forschungsarbeit waren Fragen des Mobilitätsmanagements, der Mobilitätsberatung und der Einrichtung von Mobilitätszentralen.
Schwerpunkte von Fiedlers Tätigkeit in der Lehre waren die Grundlagen der Verkehrsplanung, der Eisenbahnbau und -betrieb, die Gestaltung von Bahnhofsanlagen, Fragen der Fahrdynamik im Bahnbereich sowie generell der Öffentliche Personennahverkehr.

## Publikationen (Auswahl)
- Öffentlicher Personennahverkehr: Angebot auch in Zeiten u. Räumen schwacher Verkehrsnachfrage? Wuppertaler Hochschulreden Band 6, Verlag Hammer, Wuppertal 1976, ISBN 978-3-87294-206-7
- Theater-Sammeltaxen eine wirtschaftliche Form öffentlicher Verkehrsbedienung, in: Verkehr+Technik, Heft 12/1979
- Erfahrungen mit Anruf-Sammeltaxen im Abendverkehr eine Mittelstadt, in: Der Nahverkehr, Heft 2/1985 (zusammen mit Gerhard Löcker)
- Stop and go: Wege aus dem Verkehrschaos, Kiepenheuer & Witsch, Köln 1992, ISBN 978-3-462-02199-8
- Mobilitätsmanagement – was es ist und was nicht, in: Stadt und Gemeinde, Heft 7/8 1999
- Das Haltestellenbezogene Informationssystem HIS, in: Verkehr+Technik, Heft 8/2006
- Bahnwesen: Planung, Bau und Betrieb von Eisenbahnen, S-, U-, Stadt- und Straßenbahnen. 2011, 6. Auflage, Werner Verlag, ISBN 978-3-8462-0352-1 (zusammen mit Wolfgang Scherz)
- Bedarf es einer modifizierten ÖPNV-Strategie?, in: Verkehr+Technik, Heft 2/2019